# 한강 (고려)
한강(韓康, 1228년 ~ 1303년)은 고려 후기의 문신으로, 본관은 청주(淸州), 초명은 한경(韓璟)이다.

## 생애
1243년(고종 30) 국자시(國子試)에 합격하였다가, 이후 문과에도 급제하였으며, 거듭 승진해 감찰어사(監察御史)가 되었다가 금주(金州)의 수령으로 나갔다.
한강이 부임하기 전에, 전답의 조세를 항상 정해진 액수대로 채우지 못해 파면된 수령들이 많았는데, 한강이 부임한 후 둔전(屯田) 가운데 못 쓰게 된 것을 정리해 곡식 2천여 석을 더 수확하게 되니 향리들과 백성들이 모두 화목하고 안락하게 되었다.
이에 치적이 최고라고 하여 조정으로 불러들여져 예부낭중(禮部郞中)에 임명되었고, 이후 공부시랑(工部侍郞)과 간의대부(諫議大夫)를 지냈으며, 1271년(원종 12) 국자감대사성(國子監大司成)으로서 양순(梁淳) 등 53명을 선발하였다.
이후 한림학사(翰林學士)를 지내다가, 1275년(충렬왕 원년) 좌복야(左僕射)로서 지공거(知貢擧)를 맡아 문과를 주관해 최지보(崔之甫) 등 26명을 급제시켰으며, 이듬해 지밀직사사(知密直司事)에 임명되어 재추의 반열에 들어갔다.
또한 1277년(충렬왕 3) 세자첨사부(世子詹事府)에 새 관직이 설치되었을 때, 초대 조호(調護)에 임명되었고, 1279년(충렬왕 5) 밀직사사(密直司使)로 승진했으며, 이듬해 좌상시(左常侍)를 겸임했다.
1281년(충렬왕 7) 백성들이 일본 원정을 위한 군마(軍馬)의 사료 공급으로 고난을 겪자, 충청도(忠淸道)·교주도(交州道)에 파견되어 이를 비축했으며, 원에 성절사(聖節使)로 파견되어 쿠빌라이 칸의 생일을 축하했다.
이듬해 판삼사사(判三司事)로 옮겼는데, 당시 양부(兩府)가 국사를 결정할 때마다 모두 눈치나 살피면서 나서서 주관하는 사람이 없었으므로, 왕이 처음으로 재추소사존(宰樞所司存)을 설치하고 이를 한강과 밀직사부사(密直司副使) 김백균(金伯均)에게 맡겼다.
1284년(충렬왕 10) 감수국사(監修國史) 허공(許珙)·수국사(修國史) 원부(元傅)와 함께 자신도 수국사로서 『고금록 古今錄』 편찬에 참여했고, 1286년(충렬왕 12) 다시 첨의찬성사(僉議贊成事)로서 지공거를 맡아 문과를 주관해 이부(李榑) 등 31명을 급제시켰다.
1288년(충렬왕 14) 첨의시랑찬성사(僉議侍郞贊成事)로 승진했고, 같은 해 치사(致仕)했다가, 후에 왕이 도첨의중찬(都僉議中贊)·수문전대학사(修文殿大學士)·감수국사·판전리사사(判典理司事)·세자사(世子師)로 벼슬을 올려 주고 다시 치사시켰다.
1296년(충렬왕 22) 왕이 한강을 불러 이렇게 당부했다.
| “ | 과인이 왕위에 있은 지 이미 오래 되었고, 올해는 환갑이니 더욱 조심스럽소. 경은 내가 실천해야 할 일을 조목 별로 자세히 말해 보도록 하시오. | ” |

이에 한강은 종묘를 수리하고 악기를 갖추어서 때마다 지내는 제사를 예법대로 엄숙히 지낼 것, 모든 관아에서 시장에 나온 물건을 헐값에 강제로 사들이는 일을 금할 것, 유기된 시신들을 매장하며 산 동물을 방생하고 도살을 금할 것, 사냥놀이를 중지하고 진수성찬만 먹는 것을 절제할 것, 혹한기와 혹서기 때 미음과 죽을 마련해 배고픔과 목마름에 시달리는 백성들을 진휼할 것 등을 건의했다.
또 이어서 이렇게 요청했다.
| “ | 선왕께서 지세를 살피시고 탑묘(塔廟)를 설치하였는데, 뒷사람들이 제 마음대로 옛 것을 없애고 새 것을 많이 세웠기 때문에 지금은 불상이 잡초 속에 나뒹굴어져 있는 형편입니다. 해당 관청에 명하여 옛 사찰을 중수하도록 하십시오. 예로부터 군왕들은 모두 불교를 믿어 국운을 흥기시켰습니다. 전하께서는 특히 『법화경 法華經』을 숭상하시며 평상시에 「수량품 壽量品」을 늘 외우신다면 수명을 더욱 길게 하실 수 있을 것입니다. | ” |

1303년(충렬왕 29) 76세로 졸하자 왕이 문혜(文惠)라는 시호를 내렸으며, 후에 손자 한영(韓泳)이 원에서 하남부총관(河南府摠管)까지 지내며 부귀를 누리자, 원에서 첨태상예의원사(僉太常禮儀院事)·고양현백(高陽縣伯)에 추증되었다.

## 가족 관계
- 증조 - 한혁(韓奕)[8] : 상의직장(尙衣直長), 증(贈) 우복야(右僕射)
  - 조부 - 한희유(韓希愈)[8] : 검교신호위상장군(檢校神虎衛上將軍)·행의장부별장(行儀仗府別將)
    - 아버지 - 한광윤(韓光胤)[8] : 예빈경(禮賓卿), 증 수사공(守司空)·좌복야(左僕射)
    - 어머니 - 나주호장(羅州戶長) 진각(陳慤)의 딸[8]
      - 부인 - 예빈주부동정(禮賓注簿同正) 임전우(任全祐)의 딸[8]
        - 장남 - 한사기(韓謝奇) : 우사의대부(右司議大夫)·보문각제학(寶文閣提學)·지제고(知制誥), 증 한림직학사(翰林直學士)·고양현후(高陽縣侯)[9]
        - 차남 - 한사겸(韓謝謙) : 초명 한수연(韓守延), 직사관(直史館)
        - 3남 - 한보(韓譜)

※ 한강의 아들에 대한 기록들은 자료마다 조금씩 차이가 있다.
| 자료                          | 아들                                   |
| ----------------------------- | -------------------------------------- |
| 『고려사 한강전』             | 한사기(韓謝奇), 한보(韓潽)             |
| 『죽계 안씨 3자 등과시 서문』 | 한사기, 한사겸(韓謝謙), 한보(韓譜)     |
| 『청주 한씨 세보』            | 한사기, 한사보(韓謝譜), 한사수(韓謝壽) |

여기서는 시대가 가장 가까운 『죽계 안씨 3자 등과시 서문』의 기록을 택한다.